# 헷지워즈

헷지워즈 로고

《헷지워즈》(Hedgewars)는 C++와 Qt(인터페이스), 그리고 프리 파스칼(물리 엔진)을 사용해 만들어진 슈팅 게임이다. 라이선스는 GNU 일반 공중 사용 허가서 2판을 따르며(이후 버전 적용 불가능) 현재 최신 안정 버전은 0.9.17이다.